# Pyrenacantha
Genre
Pyrenacantha Hook. est un genre de plantes de la famille des Icacinaceae.

## Liste d'espèces
Selon Catalogue of Life (8 décembre 2017) :
- Pyrenacantha acuminata Engl.
- Pyrenacantha ambrensis Labat, El-Achkar & R.Rabev.
- Pyrenacantha andapensis Labat, El-Achkar & R.Rabev.
- Pyrenacantha anhydathoda (Villiers) Byng & Utteridge
- Pyrenacantha capitata H. Perrier
- Pyrenacantha chlorantha Baker
- Pyrenacantha gabonica F.J. Breteler & J.-F Villiers
- Pyrenacantha glabrescens (Engl.) Engl.
- Pyrenacantha gossweileri (Exell) Byng & Utteridge
- Pyrenacantha grandiflora Baill.
- Pyrenacantha grandifolia Engl.
- Pyrenacantha humblotii (Baill.) Sleum.
- Pyrenacantha kaurabassana Baill.
- Pyrenacantha kirkii Baill.
- Pyrenacantha klaineana Pierre ex Exell & Mendonca
- Pyrenacantha laetevirens Sleum.
- Pyrenacantha lebrunii Boutique
- Pyrenacantha lobata (Pierre) Byng & Utteridge
- Pyrenacantha longirostrata Villiers
- Pyrenacantha macrocarpa (A.Chev.) Byng & Utteridge
- Pyrenacantha malvifolia Engl.
- Pyrenacantha occidentalis Byng & Utteridge
- Pyrenacantha perrieri Labat, El-Achkar & R.Rabev.
- Pyrenacantha puberula Boutique
- Pyrenacantha rakotozafyi Labat, El-Achkar & R.Rabev.
- Pyrenacantha repanda Merr.
- Pyrenacantha rostrata (Bullock) Byng & Utteridge
- Pyrenacantha scandens (Thunb.) Planch. ex Harv.
- Pyrenacantha soyauxii (Engl.) Byng & Utteridge
- Pyrenacantha staudtii (Engl.) Engl.
- Pyrenacantha sylvestris S. Moore
- Pyrenacantha thomsoniana (Baill.) Byng & Utteridge
- Pyrenacantha tropophila Labat, El-Achkar & R.Rabev.
- Pyrenacantha villiersii Breteler
- Pyrenacantha vogeliana Baill.
- Pyrenacantha volubilis Wight

Selon NCBI (8 décembre 2017) :
- Pyrenacantha acuminata
- Pyrenacantha gabonica
- Pyrenacantha grandifolia
- Pyrenacantha lobata
- Pyrenacantha malvifolia
- Pyrenacantha rakotozafyi
- Pyrenacantha thomsoniana
- Pyrenacantha volubilis

Selon The Plant List (8 décembre 2017) :
- Pyrenacantha acuminata Engl.
- Pyrenacantha chlorantha Baker
- Pyrenacantha cordicula Villiers
- Pyrenacantha gabonica Breteler & Villiers
- Pyrenacantha glabrescens (Engl.) Engl.
- Pyrenacantha grandifolia Engl.
- Pyrenacantha humblotii (Baill. ex Grandid.) Sleumer
- Pyrenacantha kaurabassana Baill.
- Pyrenacantha klaineana Pierre ex Exell & Mendonça
- Pyrenacantha laetevirens Sleumer
- Pyrenacantha lebrunii Boutique
- Pyrenacantha longirostrata Villiers
- Pyrenacantha malvifolia Engl.
- Pyrenacantha perrieri Labat, El-Achkar & R. Rabev.
- Pyrenacantha puberula Boutique
- Pyrenacantha repanda (Merr.) Merr.
- Pyrenacantha scandens Planch. Ex Harv.
- Pyrenacantha staudtii (Engl.) Engl.
- Pyrenacantha sylvestris S.Moore
- Pyrenacantha tropophila Labat, El-Achkar & R. Rabev.
- Pyrenacantha undulata Engl.
- Pyrenacantha vogeliana Baill.
- Pyrenacantha volubilis Hook.

Selon Tropicos (8 décembre 2017) (Attention liste brute contenant possiblement des synonymes) :
- Pyrenacantha acuminata Engl.
- Pyrenacantha ambrensis Labat, El-Achkar & R. Rabev.
- Pyrenacantha andapensis Labat, El-Achkar & R. Rabev.
- Pyrenacantha brevipes Engl.
- Pyrenacantha capitata H. Perrier
- Pyrenacantha chlorantha Baker
- Pyrenacantha cordata Thode
- Pyrenacantha cordicula Villiers
- Pyrenacantha dinklagei Engl.
- Pyrenacantha fissistigma Sleumer
- Pyrenacantha gabonica Breteler & Villiers
- Pyrenacantha glabrescens (Engl.) Engl.
- Pyrenacantha grandiflora Baill.
- Pyrenacantha grandifolia Engl.
- Pyrenacantha humblotii (Baill. ex Grandid.) Sleumer
- Pyrenacantha kamassana Baill.
- Pyrenacantha kaurabassana Baill.
- Pyrenacantha klaineana Pierre ex Exell & Mendonça
- Pyrenacantha laetevirens Sleumer
- Pyrenacantha malvifolia Engl.
- Pyrenacantha mangenotiana Miégev.
- Pyrenacantha perrieri Labat, El-Achkar & R. Rabev.
- Pyrenacantha puberula Boutique
- Pyrenacantha rakotozafyi Labat, El-Achkar & R. Rabev.
- Pyrenacantha scandens Planch. ex Harv.
- Pyrenacantha staudtii (Engl.) Engl.
- Pyrenacantha sylvestris S. Moore
- Pyrenacantha tropophila Labat, El-Achkar & R. Rabev.
- Pyrenacantha ugandensis Hutch. & Robyns
- Pyrenacantha undulata Engl.
- Pyrenacantha villiersii Breteler
- Pyrenacantha vogeliana Baill.
- Pyrenacantha volubilis Hook.